# BandNews FM Goiânia
BandNews FM Goiânia é uma emissora de rádio concessionada em Goianápolis, porém sediada em Goiânia, respectivamente cidade e capital do estado de Goiás. Opera no dial FM, na frequência 90,7 MHz, e é afiliada à BandNews FM.

## História
A frequência 90,7 MHz, concessionada em Goianápolis, entrou no ar em junho de 2007, com a programação da Luz da Vida FM, emissora católica administrada pela Comunidade Luz da Vida. Além da programação de seu segmento religioso, a emissora mantinha espaços para jornalismo e uma equipe esportiva. Sem condições financeiras de manter a operação no FM, a emissora deixou o dial em 1.º de janeiro de 2016 e a frequência passou a transmitir programação musical no formato adulto-contemporâneo, sem definição de programação definitiva. Na manhã de 17 de março, a Feliz FM assumiu a frequência, sendo apresentada pela rede em São Paulo.
A programação da Feliz FM permaneceu na frequência até o dia 1.º de julho de 2017, quando a rede também perde uma emissora em Fortaleza. Alguns dias depois, a Luz da Vida FM retorna ao dial e reativa seu departamento de jornalismo. No entanto, a Comunidade Luz da Vida não consegue manter o projeto e, em fevereiro de 2018, anuncia o fim de suas atividades para o próximo dia 5. A partir de então, a programação da 90.7 MHz passa a ser composta somente por músicas.
Em 1.º de março de 2018, a frequência passa a abrigar o projeto da Mova FM, uma rádio de estilo pop/adulto que teve sua estreia oficial no dia 5. Após dois meses, no dia 30 de abril, a emissora deixou a frequência. Em comunicado, a Mova FM informou que houve "descumprimento de um contrato de parceria por parte dos proprietários da emissora" e que houve uma negociação da frequência enquanto a emissora estava em operação. A nota também apontou o histórico de operação da frequência e, em tom de crítica, afirma "que dificilmente marcas interessadas em lugar no dial goiano investiriam tempo e recursos em uma emissora com um histórico de tamanha instabilidade". A 90.7 MHz permaneceu com a programação musical no formato jovem/pop.
Em junho de 2018, os proprietários da 90.7 MHz repassam o controle da mesma para a Rede Positiva FM, grupo que controla duas emissoras e repetidoras no estado do Pará. No dia 13, é assinado um contrato de afiliação com a Mix FM, que nesta nova fase terá o produtor Willianquer Tomaz como gestor artístico e operacional. A expectativa para a estreia nova emissora é iniciada 3 dias depois. Depois de uma programação de expectativa, a emissora estreou a sua volta ao dial Goiano no dia 10 de julho de 2018 ao meio-dia.
Em outubro de 2018, a emissora interrompe a programação da Mix FM e exibe uma programação independente do mesmo gênero, além do site da emissora não constar mais ela em sua lista de emissoras. Em março de 2019 a 90.7 confirma que vai se tornar afiliada da BandNews FM, depois de um curto período como afilada da Mix FM.
Foi acertado que em agosto de 2019, a emissora se integrará a rede BandNews FM, e para isso, foram confirmados nomes como: Décio Coutinho, Jarbas Rodrigues, Rafael Maciel, Teresa Costa, Iuri Godinho, entre outros. A emissora contará com a transmissão esportiva da equipe Feras do Esporte da Rádio Bandeirantes Goiânia AM 820, retransmitindo os jogos locais simultaneamente. Além de uma nova sede, tem novos estúdios e uma ampla redação com equipamentos de ponta. No dia 20 de agosto, a BandNews FM Goiânia estreou em definitivo no dial Goiano a partir das 7h00, na abertura do Jornal da BandNews FM. A sede da rádio passou por investimentos para se adequar aos padrões da rede. Em 15 de julho de 2020, a emissora estreia um novo programa esportivo, chamado de A Grande Jogada e passa a ter equipe esportiva própria, não tendo mais vínculo com a equipe Feras do Esporte da Band AM 820.
Em 01 de agosto de 2022, o esporte da rádio passa a ser comandado pela equipe Feras do Esporte, que deixa a Rádio Bandeirantes Goiânia, uma vez que o contrato com a antiga emissora não foi renovado. Parte da equipe própria que a BandNews FM tinha ficará na nova equipe.